# Brian Cowen
Brian Cowen (tiếng Gaeilge: Brian Ó Comhain, sinh ngày 10 tháng 1 năm 1960) là một nhà chính trị Ireland. Ông là thủ tướng Ireland (Taoiseach) từ ngày 7 tháng 5 năm 2008.
Ông đã từng giữ chức Bộ trưởng của các bộ: Lao động (1992–1993), Năng lượng (1993), Giao thông, Năng lượng và Vận tải (1993–1994), Y tế và Trẻ em (1997–2000), Ngoại giao (2000–2004) và Bộ trưởng tài chính (2004–2008).